# Korytná
Korytná (deutsch Koritna) ist eine Gemeinde in Tschechien. Sie liegt zehn Kilometer südlich von Uherský Brod und gehört zum Okres Uherské Hradiště.

## Geographie
Korytná befindet sich am Nordwesthang der Weißen Karpaten am Überhang von der Lopenická pahorkatina zur Hlucká pahorkatina. Das Dorf liegt rechtsseitig über dem Tal des Baches Korytnice im Landschaftsschutzgebiet CHKO Bílé Karpaty. Östlich erhebt sich der Studenný vrch (646 m), im Südosten die Rokytovce (449 m), südlich die Obecnice (597 m) und der Horní kopec (607 m) sowie im Südwesten der Dubník (478 m).
Nachbarorte sind Nivnice, Čupák und Volenov im Norden, Suchá Loz und Bystřice pod Lopeníkem im Nordosten, Lopeník im Osten, Březová und Strání im Südosten, Kamenná Bouda und Uherskohradišťské Vápenky im Süden, Horní Němčí im Westen sowie Slavkov und Dolní Němčí im Nordwesten.

## Geschichte
Es wird angenommen, dass Korytná etwa 1270 gegründet wurde, nachdem Smil von Zbraslav und Střílky 1261 das Gut Nivnice dem Kloster Smilheim geschenkt hatte. Die erste gesicherte Erwähnung des Dorfes erfolgte im Jahre 1325, als König Johann Korytná und den Hof Volenov der Bürgerschaft der Königsstadt Brod zur Nutznießung überließ. Später wechselten die Besitzer vielfach. 1358 gehörte Korytná zusammen mit Horní Němčí, Strání und Lipov zum gemeinschaftlichen Besitz der Brüder Pavel von Strání und Ctibor von Lipov. Im Jahre darauf verkauften diese, auch im Namen der Minderjährigen Benesch und Milota Gans von Gansberg handelnd, die Burg Gansberg, das Städtchen Strání, Korytná sowie ein Drittel von Horní Němčí und Rechte in Volenov an die Brüder Franěk, Petr und Václav von Kunovice. Durch Korytná führte mit dem Ungarischen Steig eine wichtige Handelsverbindung über den Stranypass von Mähren nach Ungarn, dadurch wurde das Dorf jedoch auch oft von Kriegsvolk heimgesucht. Die Bewohner des Dorfes waren seit dem 16. Jahrhundert zu militärischen Diensten im Kampf gegen Eindringlinge aus Ungarn verpflichtet. 1605 plünderten die siebenbürgischen Aufständischen unter Stephan Bocskai Korytná. Seit der ersten Hälfte des 17. Jahrhunderts wurde im Pfarrhaus unterrichtet. Das älteste Ortssiegel stammt aus dem Jahre 1687; es zeigt eine Pflugschar und Sech und trägt die Inschrift PECZET OBECNI DIEDINI KORITNEI. 1704 und 1705 fielen die Truppen Franz II. Rákóczis ein. Seit 1768 ist in Korytná ein Schulhaus nachweisbar. 1805 plünderten Napoleonische Truppen den Ort. Wegen der Zunahme der Einwohner musste 1833 ein neues, größeres Schulgebäude errichtet werden. Im Jahre 1836 brach in Korytná die Cholera aus.
Nach der Ablösung der Patrimonialherrschaften bildete Korytna/Koritna ab 1850 eine Gemeinde in der Bezirkshauptmannschaft Uherský Brod. 1866 besetzten die Preußen das Dorf und schleppten die Cholera ein. Das 1878 eingeführte Siegel des Ortes zeigt den hl. Wenzel. Bei einem Großfeuer wurden im Jahre 1895 21 Gehöfte zerstört. 1896 wurde die Schule um zwei Stockwerke erhöht. Zu Beginn des 20. Jahrhunderts bestand das Dorf größtenteils aus Bauern und Hirten. Ein Teil der Bewohner lebte seit der Mitte des 19. Jahrhunderts von der Hausiererei mit Sämereien und Heilkräutern, andere gingen den Sommer über als Erntehelfer nach Österreich. Den Winter über arbeiteten die meisten in den herrschaftlichen Wäldern um Korytná. Später verdienten sich Teile der Bevölkerung ihren Lebensunterhalt in den Fabriken von Uherský Brod und der Glashütte Květná. Bis 1930 wurde in Korytná ein Kalkbruch betrieben. Zwischen dem 17. und 26. April 1945 fanden um Horní Němčí und Korytná heftige Panzergefechte zwischen der Wehrmacht sowie der Roten Armee und Rumänischen Armee statt, die das Dorf am 26. April einnahmen. Korytná gehörte zu den am schwersten kriegsgeschädigten Orten im Bezirk Uherský Brod. Nach Kriegsende erfolgte der Wiederaufbau. In der nachfolgenden Zeit wurden in Eigenleistungen die Lebensbedingungen und die dörfliche Infrastruktur verbessert. Dafür wurde Korytná mit dem Titel “Musterdorf des Jihomoravský kraj” sowie am 3. September 1970 durch Ludvík Svoboda mit der “Medaille für Verdienste beim Aufbau” (Vyznamenání za zásluhy o výstavbu) ausgezeichnet. Nach der Aufhebung des Okres Uherský Brod kam Korytná Ende 1960 zum Okres Uherské Hradiště. Seit 2000 führt Korytná ein Wappen und Banner.

## Gemeindegliederung
Für die Gemeinde Korytná sind keine Ortsteile ausgewiesen.

## Sehenswürdigkeiten
- Kirche des hl. Wenzel, der aus dem 14. Jahrhundert stammende Bau erhielt seine heutige Gestalt zu Beginn des 18. Jahrhunderts
- Kapelle der hl. Dreifaltigkeit
- schwefelhaltige Mineralwasserquelle Smraďačka, sie wurde 1580 durch den Brünner Arzt Thomas Jordan von Klausenburg erstmals beschrieben
- Landschaftsschutzgebiet CHKO Bílé Karpaty
- Naturschutzgebiet Nové louky, südlich des Dorfes am Hang der Obecnice